# Anatatha wilemani
Anatatha wilemani is een vlinder uit de familie van de spinneruilen (Erebidae). De wetenschappelijke naam van de soort is voor het eerst geldig gepubliceerd in 1958 door Inoue & Sugi.